# Edvard Blom (byggmästare)

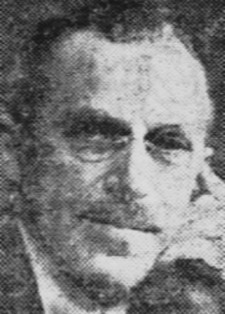
Edvard Blom.

Kark Henrik Edvard Blom, född 2 februari 1875 i Linköping, död 25 mars 1944 i Stockholm, var en svensk byggnadsingenjör och byggmästare. Han var far till arkitekten Holger Blom och farfars farbror till sin namne Edward Blom.

## Biografi

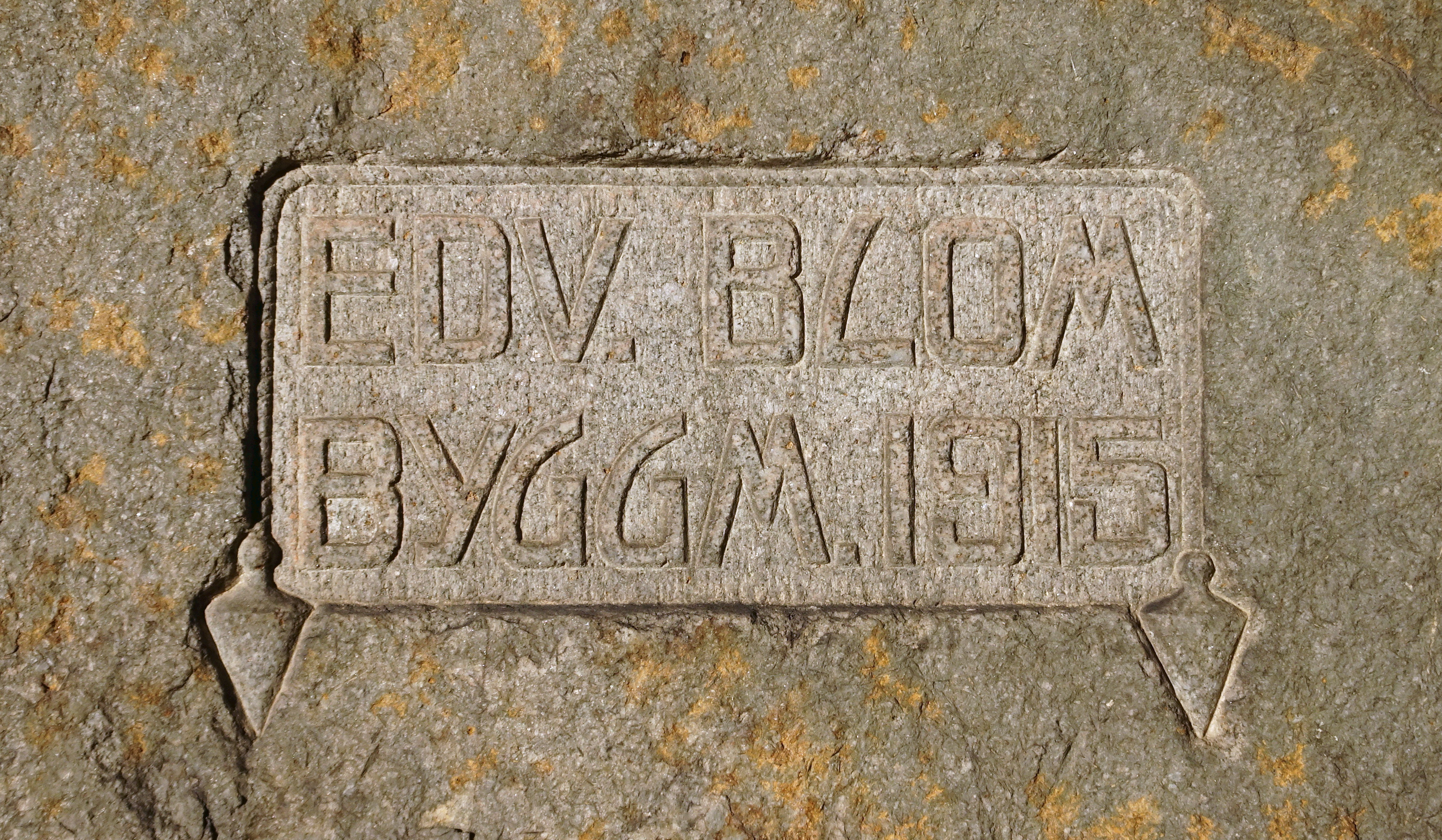
"Edv. Blom Byggm. 1915" uppsatt på Sidensvansen 6.

Edvard Blom var son till bokhandlaren Johan Gustaf Johansson (Blom) och Emma Carolina Fahltstedt. Blom genomgick Byggnadsyrkesskolan i Stockholm 1896 och anställdes därefter som byggnadskontrollant vid flera privata och statliga byggprojekt. 1907 var han statens kontrollant vid nybygget av Kungliga Dramatiska teatern samt 1909–1913 vid uppförandet av kasernbyggnaderna för Upplands infanteriregemente. Till hans kontrollantuppdrag hörde även Prins Eugens Waldemarsudde och Rosenbad. Vid sidan om dessa uppdrag drev han även egen byggverksamhet, bland annat för fastigheten Sidensvansen 6 i Lärkstaden, där han även uppträdde som byggherre.

### Privatliv och familj
Som aktiv katolik var Blom verksam i katolska församlingen i Stockholm och var där mångårig kyrkorådsledamot. För Josephinahemmets verksamhet fungerade han som direktör under tio år fram till sin bortgång 1944. År 1925 tilldelades Blom Ecclesia et pontifice ("För kyrka och Påven") av påven Pius XI. 
Blom var gift med Maria Roesler (1873–1968). Paret fick tre barn, dottern Edith och sönerna Allan och Aaron. Den senare, Holger Blom,  blev arkitekt och omtalat stadsträdgårdsmästare i Stockholm. Edvard Blom jordfästes den 30 mars 1944 i det 1968 rivna Eugeniakapellet vid Norra Smedjegatan 24. Han fann sin sista vila på Norra begravningsplatsens katolska kyrkogård.